# Action Concept
Action Concept – niemiecka wytwórnia i producent filmów i seriali z siedzibą w Hürth w pobliżu Kolonii w Niemczech. Założone w 1992 roku przez Hermanna Johę. Wytwórnia znana m.in. z takich seriali jak Kobra – oddział specjalny czy Klaun.